# Trigamma-függvény
A trigamma-függvény, ψ1(z), a második poligamma-függvény.
Definíciója:
{\displaystyle \psi _{1}(z)={\frac {d^{2}}{dz^{2}}}\ln \Gamma (z)}.
Ebből a definícióból következik:
{\displaystyle \psi _{1}(z)={\frac {d}{dz}}\psi (z)}
Ahol ψ(z) a digamma-függvény.
A trigamma-függvény definiálható sorozat összegeként is:
{\displaystyle \psi _{1}(z)=\sum _{n=0}^{\infty }{\frac {1}{(z+n)^{2}}},}
melynek a Hurwitz zéta-függvény egy speciális esete:
{\displaystyle \psi _{1}(z)=\zeta (2,z).{\frac {}{}}}
Megjegyzés: a két utóbbi formula csak akkor érvényes, ha 1 - z nem természetes szám

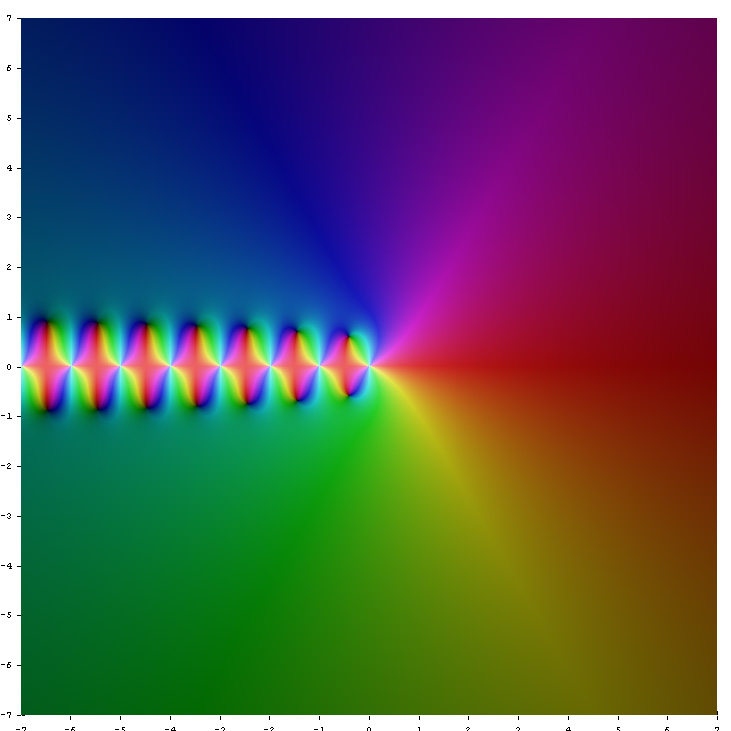
Trigamma függvény ψ_{1}(z),, a komplex síkon, erősebb színek jelzik a zéróhoz közeli értékeket

## Tulajdonságok

### Dupla integrált forma
{\displaystyle \psi _{1}(z)=\int _{0}^{1}\int _{0}^{y}{\frac {x^{z-1}y}{1-x}}\,dx\,dy}

### Kapcsolat a geometriai sorral
{\displaystyle \psi _{1}(z)=-\int _{0}^{1}{\frac {x^{z-1}\ln {x}}{1-x}}\,dx}

### Bernoulli-számokkalkifejezve
{\displaystyle \psi _{1}(1+z)={\frac {1}{z}}-{\frac {1}{2z^{2}}}+\sum _{k=1}^{\infty }{\frac {B_{2k}}{z^{2k+1}}}}.

### Rekurzív sorozat
A trigamma-függvény kifejezhető rekurzív sorozattal:
{\displaystyle \psi _{1}(z+1)=\psi _{1}(z)-{\frac {1}{z^{2}}}}

### Reflexiós formulával
{\displaystyle \psi _{1}(1-z)+\psi _{1}(z)=\pi ^{2}\csc ^{2}(\pi z).\,}

## Speciális értékek
{\displaystyle \psi _{1}\left({\frac {1}{4}}\right)=\pi ^{2}+8K}
{\displaystyle \psi _{1}\left({\frac {1}{2}}\right)={\frac {\pi ^{2}}{2}}}
{\displaystyle \psi _{1}(1)={\frac {\pi ^{2}}{6}}}
ahol K a Catalan-állandó